# Zomba Label Group
Zomba Label Group ist ein 1977 von Clive Calder in den USA (New York City) gegründeter Verlag, der zur Bertelsmann Music Group gehörte, ist aber nach der im Jahre 2008 abgeschlossenen Fusion zwischen Sony Music und BMG ein Teil von Sony Music Entertainment. Bis 1981 wurden Bücher verlegt, ab 1981 stieg Zomba ins Musikbusiness ein. In den 1980er und 1990er Jahren zählte Zomba insbesondere einige der renommiertesten Hip-Hop-Musiker zu seinen Künstlern. In neuerer Zeit sind Künstler wie Britney Spears ebenfalls bei Zomba Records unter Vertrag genommen worden. Nachdem Calder 1996 20 % seiner Aktien an BMG verkauft hatte, folgte 2001 der Rest.
Ende der 1990er war Zomba Records auf Expansionskurs: Die Firma eröffnete 1999, als sie schon in Afrika, Nord- und Südamerika sowie den meisten europäischen Ländern präsent war, jeweils eine Dependance in Australien, Hongkong, Singapur und China (hier unter dem Joint-Venture-Namen BMG Zomba Production Music Asia Ltd.). Zuvor hatte sie das britische Punk-Label Rough Trade Records gekauft. Außerdem gehören mittlerweile die Labels Epidemic Records, Jive Records, LaFace Records, Battery Records, GospoCentric Records, Silvertone Records, Verity Records und Volcano Records zur Zomba-Gruppe.